# Caso Skanska
Se conoce como Caso Skanska a la investigación llevada a cabo en Argentina a partir de 2005 para determinar si en ocasión y con motivo de la construcción de dos gasoductos, en el norte y el sur del país la empresa sueca Skanska habría pagado sobornos a funcionarios públicos y utilizado facturas apócrifas para encubrirlos, así como si durante el proceso de contratación y construcción se hubieran producido otros hechos irregulares. 
En 2011, un peritaje de determinado por la Corte Suprema, descartó que haya habido "sobreprecios". Por lo cual todos los acusados en la causa fueron sobreseídos, por inexistencia del delito. En 2016, luego de que fuera incluida una grabación a un exgerente de la empresa, el caso fue reabierto. El 3 de noviembre de 2017 el juez Sebastián Casanello procesó por cohecho a directivos y exdirectivos de varias empresas, incluida Skanska, y por cohecho y administración fraudulenta a exfuncionarios públicos.

## Investigación

### La grabación
La causa se inició en el fuero federal por una denuncia de los diputados Adrián Pérez y Esteban Bullrich  entre otras pruebas, se incorporó la grabación de 90 minutos secuestrada en un allanamiento a la sede de la empresa Skanska con la conversación entre el auditor interno de Skanska, Claudio Corizzo y el gerente comercial Javier Azcárate. Este último cuenta sobre las empresas que emitían las facturas falsas para simular las salidas del dinero de los sobornos; agrega que el mismo procedimiento lo habían hecho en la Provincia de La Pampa y en Perú, y que el dinero para los funcionarios iba en valijas. Azcarate afirma en el audio: “Es un negocio de cien millones de dólares, ¡de cien millones de dólares! (de parte nuestra), más lo de ellos, yo no sé, doscientos palos verdes y vos le vas a tirar el negocio abajo… al tipo que hizo el tromping, al muchacho… al pingüino de acá a dos cuadras". La Sala I de la Cámara Federal descartó las grabaciones por considerarlas “parajudiciales” pero finalmente, el 13 de abril de 2016 la Sala IV de la Cámara Nacional de Casación resolvió que era admisible como prueba.

### La obra investigada
La obra investigada es la construcción de dos gasoductos, en el norte y el sur del país. El proyecto era gerenciado por la empresa Transportadora Gas del Norte, que indicó al Ente Nacional Regulador del Gas que Skanska pagaba un 152% de sobreprecios. Esta cantidad representaba alrededor de unos 17 millones de pesos respecto del presupuesto confeccionado por la gerenciadora mencionada.

### Reacciones en el gobierno
Alberto Fernández, jefe de gabinete de Néstor Kirchner y de Cristina Fernández de Kirchner se presentó en el Congreso para realizar su informe periódico, y al ser consultado por el tema desestimó que el gobierno pudiera estar implicado, afirmando que "si hubo coimas fue entre privados", e intentó implicar al jefe de gobierno Jorge Telerman en presuntos negociados con una de las empresas fantasmas descubiertas (Sol Group S.A.).
El Ente Nacional de Regulación del Gas (Enargas) publicó en diarios de circulación nacional en abril de 2007 una solicitada que  afirmaba que "se trató de una maniobra de empresas privadas para evadir impuestos y no de un intento de soborno a funcionarios nacionales".
La administración kirchnerista aseguraba que "quienes habían usado facturas apócrifas, es decir, quienes habían delinquido evadiendo impuestos, son empresas anunciantes en los distintos medios de comunicación". Por su parte el por entonces ministro de Planificación Julio De Vido sostuvo que “el caso Skanka se trata de maniobras ilícitas de evasión impositiva entre privados", descartando responsabilidades de funcionarios públicos.”
Los procesamientos fueron para, Gustavo Vago, ex CEO de la empresa sueca, los exgerentes Javier Azcárate (comercial), Eduardo Varni (Estimaciones), Sergio Zerega, Roberto Zareba, Juan Carlos Bos y Alejandro Gerlero (todos de proyectos) y el empleado Atilio Fuentes. También fue procesado el contador Alfredo Greco de quien se sospecha ser el nexo entre Skanska y la empresa Infiniti Group que habría brindado las facturas apócrifas. 
Existirían documentos en los cuales se apreciaría que el Enargas ordenó a TGN Techint que contratara a Skanska para la construcción del gasoducto, a pesar de los fuertes sobreprecios denunciados.[cita requerida] Enargas argumentó haber forzado la contratación de dicha empresa por TGN Techint planteando que éstos demorarían la concreción de un contrato para la construcción del gasoducto para mantener alto el precio del gas. El diario porteño Clarín también publicó "conversaciones secretas" entre dos gerentes de Skanska en la que se reconocería el pago de sobornos a funcionarios argentinos y también en otras obras como el caso de Pluspetrol en Perú.

## Primera etapa de la investigación
En su momento, los funcionarios negaron que hubieran existido sobornos y alegaron que el tema de las facturas apócrifas era un diferendo entre privados. El 18 de julio de 2011, una pericia judicial realizada por personal de la Corte Suprema de Justicia fue presentada por el Gobierno como la confirmación de que no hubo sobreprecios en obras de gasoductos en las que intervino la constructora sueca Skanska. Esto fue, inicialmente, desmentido desde el juzgado de Oyarbide.

## Sobreseimientos por "inexistencia de delito"
Un fallo unánime de la Sala I de la Cámara Federal (Noviembre del 2011), sobreseyó y revocó procesamientos de los funcionarios implicados, los ejecutivos bajo sospecha y una larga lista de personas vinculadas con sociedades proveedoras de facturas apócrifas. Los sobreseimientos beneficiaron al secretario de Energía, Daniel Cameron, al extitular del Enargas (ente regulador del gas) Fulvio Madaro y un grupo de funcionarios de ese organismo, igual que a miembros de TGS y TGN, las gerenciadoras de los proyectos encomendados por el Estado para construir tramos de gasoductos que elaboraron los presupuestos iniciales. A su vez, la Cámara resolvió revocar el procesamiento de Néstor Ulloa, que era el titular del fideicomiso del Banco Nación creado para financiar las obras; a ocho ejecutivos de Skanska; un contador, Alfredo Greco, quien habría oficiado de nexo para que esa firma consiguiera facturas truchas, y una veintena de personas vinculadas con “usinas” proveedores de esas facturas, entre ellos Adrián Félix López, que manejaba Infinity Group y suministraba documentación a la constructora sueca. Las declaraciones de López –que estuvo preso– en los medios y la Justicia favorecieron la pista de los supuestos sobornos cuando apuntó a funcionarios, entre ellos el ministro de Planificación, Julio De Vido.
Uno de los que quedó en esa zona judicial gris es Ulloa, que conectó a Skanska con Infinitiy, igual que todas las “usinas de facturación”.
Un estudio de los peritos de la Corte y de parte concluyó que no se habían pagado sobreprecios y que se habían respetado los valores de mercado. Este peritaje fue tenido en cuenta en la resolución por los jueces Eduardo Freiler, Eduardo Farah y Jorge Ballestero. Es más, le reprochan a Oyarbide: “si tanto tiempo se hizo esperar la resolución de la situación procesal pese al mandato de resolver dentro de los diez días, ¿por qué no aguardó el resultado del peritaje?”.
La Cámara Federal dijo que hubo una “decisión política” de hacer las obras frente a la crisis energética y la necesidad de suministro de gas en el invierno de 2005; y considera justificados los presupuestos que pasaron las empresas contratistas (junto con Skanska, TBU y Techint en el caso del gasoducto del Norte y Odebrecht en el del Sur) pese a que superaban a los proyectados por las gerenciadoras. Dicen en la resolución, a la que accedió Página/12, que “aun con el desfasaje entre la inicial proyección de costos y el precio final, la irrazonabilidad por él (Oyarbide) predicada es tan sólo producto de una argumentación circular y autoconfirmatoria”.
Según los camaristas el juez construyó la teoría de las coimas en el “plano especulativo” cuando “se vio frente a una vía muerta al intentar avanzar en la ruta del dinero que salió de Skanska”. Entonces “redireccionó la encuesta a averiguar si esa empresa obtuvo algo sobre la base de lo cual debía recompensar”. Ahí cuadrarían en la lógica de Oyarbide los sobreprecios. Para la Cámara “es un debate equívoco”. “Ni la decisión de hacer las obras, ni la metodología utilizada, ni los precios acordados pueden reputarse en sí mismos delictivos ante la total ausencia de elementos que así lo indiquen”, sostuvo el fallo. Según el texto hubo un razonamiento “forzado” que “posiblemente” haya intentado “encontrarles explicación a las comisiones indebidas denunciadas en un origen”. Los camaristas aclaran que, aun así, hay “un sustrato fáctico de probable contenido delictivo: el vinculado con las operaciones simuladas (...) pese a los asientos contables de cada una de las firmas los servicios a Skanska no se prestaron pero sí se facturaron”. Esa sería la única punta sobreviviente de la pesquisa.
(Por Irina Hauser. Página/12).
Los funcionarios fueron sobreseídos en la causa Nº 18579/06 de trámite ante el Juzgado en lo Criminal y Correccional Federal Nº 7, siendo incluso confirmado por la Cámara de Apelaciones Sala I. El peritaje obrante en la causa, realizado por peritos de la Corte Suprema de Justicia de la Nación, demostró que no existieron sobreprecios a los costos previstos para la obra de ampliación de gasoductos que llevaba adelante Nación Fideicomisos y este ministerio.

## Procesamientos dispuestos por la resolución de 2017

### Validez de la grabación y reapertura de la causa
El 13 de abril de 2016 la Sala IV de la Cámara Nacional de Casación resolvió que era admisible como prueba la grabación secuestrada y ordenó apurar la investigación a cargo del juez federal Sebastián Casanello. Consecuentemente, Casanello citó para declaración indagatoria a 29 personas que incluyen exdirectivos de Skanska, contadores, funcionarios y otros empresarios.

### Supuestas irregularidades en la contratación y responsabilidad de los funcionarios públicos
El 31 de octubre de 2017 el juez Sebastián Casanello procesó a los exfuncionarios Julio De Vido, José López y al exgerente de Fideicomisos del Banco Nación, Néstor Ulloa, por los delitos de administración fraudulenta y cohecho en tanto procesó a exdirectivos de la empresa Skanska solo por cohecho. La Sala I de la Cámara Federal confirmó los procesamientos el 6 de noviembre de 2018.
La Sala I declaró que los exfuncionarios se apartaron de los presupuestos iniciales de las obras basados en los costos de una obra de similar envergadura realizada en fecha cercana, verificados, analizados y aprobados por idóneos en la materia y promovieron la celebración de contratos con las firmas Skanska, BTU, Techint y Contrera Hnos. por precios altamente superiores. Para lograr ese propósito dispusieron, sin motivos objetivos y comprobables no hacer una licitación pública sino un concurso privado. Este proceder lo realizaron en contra de lo aconsejado por la empresa TGN que, además, había advertido sobre la diferencia significativa entre el presupuesto inicialmente aceptado y el finalmente determinado por los funcionarios. La Sindicatura General de la Nación también comprobó el incumplimiento de las formalidades exigidas por las normas vigentes. Todo ello posibilitó un incremento en el rubro “construcción de gasoducto” del orden delos U$S 17 millones de dólares.

### Supuestas responsabilidad de los exgerentes y directivos de Skanska
La Sala I analizó las irregularidades que constató en el trámite interno seguido en Skanska por la oferta presentada por la empresa así como en los pagos respaldados por las facturas consideradas falsas que no respondían a servicios efectivamente prestados y analizó la intervención que tuvo en los hechos cada uno de los empleados procesados, concluyendo que era correcta la atribución de responsabilidad penal a Javier Azcárate, Juan Carlos Bos, Ignacio De Uribelarre, Alejandro Gerlero, Héctor Osvaldo Obregón, Mario Alberto Piantoni, Gustavo Angel Vago,  Eduardo Pedro Varni y Roberto Zareba.

### Titulares de empresas, apoderados e intermediarios que participaron en la facturación falsa y negociación de los cheques librados por Skanska
Según la resolución, Jorge Raúl Butti, Renato Francisco Cecchi, Walter Domingo Cecchi, Pedro Ubaldo Carrozzo, Juan Cruz Ferrari, Alfredo Greco, Rubén Horacio Gueler, Estela Lucía Insenga, Alejandro Kovacic, Claudio Alfredo Moretto, Alejandro Marcelo Porcelli, Danimiro Jorge Norberto Roldán, Enrique Félix Rubinsztain y Miguel Ángel Spital eran los responsables del mecanismo ideado para extraer los fondos de Skanska y redireccionarlos a los funcionarios sobornados, utilizando al efecto facturas de las empresas ASM S.A., Azuis S.A., Acquasa S.A., Berniers S.A., Conaza S.A., Coniseht S.R.L., Constructora La Nueva Argentina S.A., Constructora Triple T. SRL, Cooperativa de Trabajo y Consumo Cris Ltda., Cunumí, S.A., Darom Construcciones S.R.L., EchoArgentina S.A., Generart S.A., Inargind S.A., Infinity Group S.A., Iris S.R.L., Metalúrgica Cecchi y Gafforini S.A., Metalúrgica Roldan S.A., Nae de Larrasaro S.R.L., Obrytel S.R.L., Sol Construcciones S.R.L, Spital Hermanos S.R.L., Transporte Arco y Wikan Obras y Servicios S.A. por servicios no prestados Skanska. Las empresas recibían los cheques de pago y los negociaban en financieras o los depositaban y de inmediato retiraban el importe.

## Causa paralela en el fuero penal económico
En forma paralela a la investigación del pago de sobornos tramitada ante el fuero federal, se abrió una causa a cargo del juez en lo Penal Tributario Javier López Biscayart por el tema específico de la falsificación de facturas y se consideró probado que Skanska había registrado pagos respaldados por 118 facturas apócrifas a al menos 23 empresas fantasma o irregulares, una de las cuales era Calibán, luego denominada Infiniti Group. La Cámara Federal de Apelaciones consideró acreditada una asociación ilícita que creaba sociedades de existencia meramente formal, para defraudar al fisco nacional mediante maniobras que incluían la falsificación de documentación.
En esa causa el 1 de marzo de 2013 el Tribunal Oral  en lo Penal Económico n* 2 condenó en sentencia confirmada el 4 de julio de 2014 por la Cámara Federal de Casación Penal a Miguel Ángel Hernández como jefe del delito de asociación ilícita previsto en concurso real con el delito previsto en el art. 4 de la ley 24.769, a seis años de prisión, a  Adrián Félix López  como jefe del delito de asociación ilícita a seis años de prisión, a Alejandro Roberto Fernández, como miembro del delito de asociación ilícita, a tres años y seis meses de prisión, a Hermando Fandiño como partícipe necesario del delito previsto en
el art. 4 de la ley 24.769, con la agravante del art. 13 de la misma ley,a dos años de prisión en suspenso e inhabilitación perpetua para desempeñarse como funcionario público.